# Ернан Зин
Ернан Зин (на испански: Hernán Zin) е аржентински журналист, военен кореспондент, писател, режисьор, оператор, продуцент на документални филми, работещ в Мадрид, Испания.
За своите репортажи и документални филми е обиколил повече от 40 страни в Азия, Африка и Латинска Америка,
 прекарва 6 години в Калкута, Индия. От 1998 г. се установява в Мадрид, където създава документалния филм „Calcuta: Vida en la estación de la muerte“

## Журналистическа кариера
Започва журналистическата си кариера на 21 години като кореспондент в Кайро и Пекин. В испанския ежедневник 20 Minutos от 2006 г. води поредицата „Пътуване към войната“ (Viaje a la guerra) за военните конфликти на XXI век в Демократична република Конго, Афганистан, Газа, Ливан, Судан, Уганда, Руанда, Бразилия, Кения и Босна. Работи в радиа и телевизии на разни компании, сред които Cadena Ser, Националното радио на Испания, Telesur, BBC, El Mundo TV.

## Документални филми
- 2007: Un día más con vida („Още един ден жив“)
- 2009: Villas Miseria („Градчета Мизерия“)
- 2013: La guerra contra las mujeres („Войната срещу жените“). Оригиналната песен „César debe morir“ – „Цезар трябва да умре“ е на испанската певица Бебе [4]
- 2013: Quiero ser Messi („Искам да съм Меси“)
- 2014: Nacido en Gaza („Роден в Газа“/„Born in Gaza“) Съпродуцент на „Роден в Газа“ е испанската певица Бебе [5]

## Книги
- Un voluntario en Calcuta („Един доброволец в Калкута“) (2002, изд. Temas de hoy)
Книгата е на тема бедността в индийския град.
- Helado y patatas fritas („Сладолед и пържени картофи“) (2003, изд. Plaza Janés)
Книгата описва мащабно разследване, вследствие на което няколко педофили от Европа попадат в затвор в Камбоджа [6]
- La libertad del compromiso („Свободата на ангажираността“) (2005, ed. Plaza Janés).
Книгата описва перипетиите на седем души, които са захвърлили всичко друго, за да се борят за по-справедлив свят.[7]
- Llueve sobre Gaza („Вали над Газа“) (2007, Ediciones B)
Книгата разглежда темата за страданието на цивилните палестинци в Ивицата Газа по време на военната операция Летен дъжд. За тази своя книга, също както и за Сладолед и пържени картофи, Зин получава заплахи.[8]

## Награди
- Международна награда на Академията за наука и изкуство на Испанската телевизия (2010)[9][10][11]